# Кохановський Олексій Олексійович
Олексі́й Олексі́йович Кохано́вський (19 червня 1915 — 22 вересня 1996) — радянський військовик, у роки Другої світової війни — помічник командира взводу 290-го гвардійського стрілецького полку 95-ї гвардійської стрілецької дивізії, гвардії старший сержант. Повний кавалер ордена Слави.

## Життєпис
Народився у селі Іванівка Балтського повіту Подільської губернії, в селянській родині. Українець. Закінчив 5 класів школи. Працював секретарем сільської ради у рідному селі.
У лавах РСЧА перебував у 1937—1939 роках. Протягом 1941—1944 років знаходився на тимчасово окупованій території. Вдруге призваний до лав РСЧА Врадіївським РВК у травні 1944 року. Учасник німецько-радянської війни з 4 серпня 1944 року. Воював на 1-му Українському фронті.
Під час наступального бою на село Домацини 4 серпня 1944 року помічник командира взводу 2-ї стрілецької роти 1-го стрілецького батальйону гвардії молодший сержант О. О. Кохановський наступав першим у бойових порядках піхоти. Коли супротивник з танків відкрив артилерійський і кулеметний вогонь, він сміливим маневром вперед вивів взвод з-під вогню. На чолі передового відділення першим увірвався до села й у сутичці особисто знищив 2-х солдатів ворога.
12 січня 1945 під час прориву сильно укріпленої оборони супротивника на західному березі річки Вісла, гвардії старший сержант О. О. Кохановський, за сигналом, підняв свій взвод у атаку, першим на чолі взводу досяг ворожих траншей і, після короткої сутички, оволодів першою траншеєю. Внаслідок цього було захоплено 3 кулемети супротивника, знищено більше 10 та взято у полон 4 ворожих солдатів. Під час оволодіння другою полосою оборони супротивника по р. Ніда О. О. Кохановський першим на чолі взводу переправився на західний беріг річки і переслідував ворога, що в паніці відступив.
25 березня 1945 року в бою за населений пункт Штрелен гвардії старший сержант О. О. Кохановський першим на чолі взводу увірвався до поселення. Під час бою було знмщено більше 20 солдатів супротивника, захоплено 2 кулемети, кілька фауст-патронів, інша стрілецька зброя. Отримавши поранення, не полишив поле бою до його закінчення.
Демобілізувався у 1945 році. Повернувся у рідне село, де до виходу на пенсію працював обліковцем у тракторній бригаді місцевого колгоспу імені Богдана Хмельницького.

## Нагороди
Нагороджений орденами Вітчизняної війни 1-го (11.03.1985) та 2-го (21.05.1945) ступенів, Слави 1-го (15.05.1946, № 954), 2-го (07.02.1945) та 3-го (18.08.1944) ступенів і медалями.